# Campionato europeo di football americano femminile 2019
Il campionato europeo di football americano femminile 2019 (in lingua inglese 2019 Women's American Football European Championship), noto anche come Gran Bretagna 2019 in quanto disputato in tale Stato, è stato la seconda edizione del campionato europeo di football americano per squadre nazionali maggiori femminili organizzato dalla IFAF Europe.
Ha avuto inizio il 12 agosto 2019, e si è concluso il 17 agosto 2019 al John Charles Stadium di Leeds.

## Stadi
Distribuzione degli stadi del campionato europeo di football americano femminile 2019
| Leeds                | John Charles Stadium (Leeds) |
| John Charles Stadium | John Charles Stadium (Leeds) |
| 53°45′52″N 1°32′28″W | John Charles Stadium (Leeds) |
| Capacità:            | John Charles Stadium (Leeds) |
| Altitudine:          | John Charles Stadium (Leeds) |
|                      | John Charles Stadium (Leeds) |

## Squadre partecipanti
| Pr. | Squadra       | Data di qualificazione | Qualificata in quanto        |
| --- | ------------- | ---------------------- | ---------------------------- |
| 1   | Finlandia     | 8 agosto 2015          | Vincitrice dell'Europeo 2015 |
| 2   | Gran Bretagna | 8 gennaio 2019         | Nazione organizzarice        |
| 3   | Austria       |                        |                              |
| 4   | Svezia        |                        |                              |

## Risultati

### Turno 1
| Leeds 12 agosto 2019, ore 15:00 UTC+2 Incontro 1 | Finlandia | 50 – 0 | Austria | John Charles Stadium |

| Leeds 12 agosto 2019, ore 19:00 UTC+2 Incontro 2 | Gran Bretagna | 6 – 9 | Svezia | John Charles Stadium |

### Turno 2
| Leeds 14 agosto 2019, ore 15:00 UTC+2 Incontro 3 | Finlandia | 27 – 20 | Svezia | John Charles Stadium |

| Leeds 14 agosto 2019, ore 19:00 UTC+2 Incontro 4 | Gran Bretagna | 36 – 6 | Austria | John Charles Stadium |

### Turno 3
| Leeds 17 agosto 2019, ore 15:00 UTC+2 Incontro 5 | Svezia | 48 – 6 | Austria | John Charles Stadium |

| Leeds 17 agosto 2019, ore 19:00 UTC+2 Incontro 6 | Gran Bretagna | 14 – 18 | Finlandia | John Charles Stadium |

## Classifica
| Squadra       | %     | G | V | P | S | PF | PS  | DP   |
| ------------- | ----- | - | - | - | - | -- | --- | ---- |
| Finlandia     | 1.000 | 3 | 3 | 0 | 0 | 95 | 34  | +61  |
| Svezia        | .667  | 3 | 2 | 0 | 1 | 77 | 39  | +38  |
| Gran Bretagna | .333  | 3 | 1 | 0 | 2 | 56 | 33  | +23  |
| Austria       | .000  | 3 | 0 | 0 | 3 | 12 | 134 | -122 |

## Campione
| Campione Finlandia Campione d'Europa 2019. |